# Solomon Kullback
Solomon Kullback (ur. 1907, zm. 1994) – amerykański matematyk, statystyk i kryptolog. Współtwórca (wspólnie z Richardem Leiblerem) dywergencji Kullbacka–Leiblera.